# Делфин на Комърсон
Делфин на Комърсон още пъстър делфин (Cephalorhynchus commersonii) е вид бозайник от семейство Делфинови (Delphinidae).

## Разпространение и местообитание
Този вид е разпространен в Аржентина, Фолкландски острови, Френски южни и антарктически територии (Кергелен) и Чили.
Обитава крайбрежията и пясъчните дъна на сладководни басейни, океани, морета, заливи, реки, потоци и канали в райони с умерен климат.

## Описание
Теглото им е около 72,4 kg.
Продължителността им на живот е около 18 години.